# Kosmaczek żmijowcowaty
Kosmaczek żmijowcowaty, jastrzębiec żmijowcowaty (Pilosella echioides (Lumn.) F.W.Schultz & Sch.Bip.) – gatunek rośliny z rodziny astrowatych. Występuje w Europie i Azji na obszarze od Niemiec i Szwajcarii po Syberię, Mongolię i Iran. W Polsce jest gatunkiem rzadkim; największe skupienia stanowisk znajdują się w dolinach Odry i Wisły.

## Morfologia

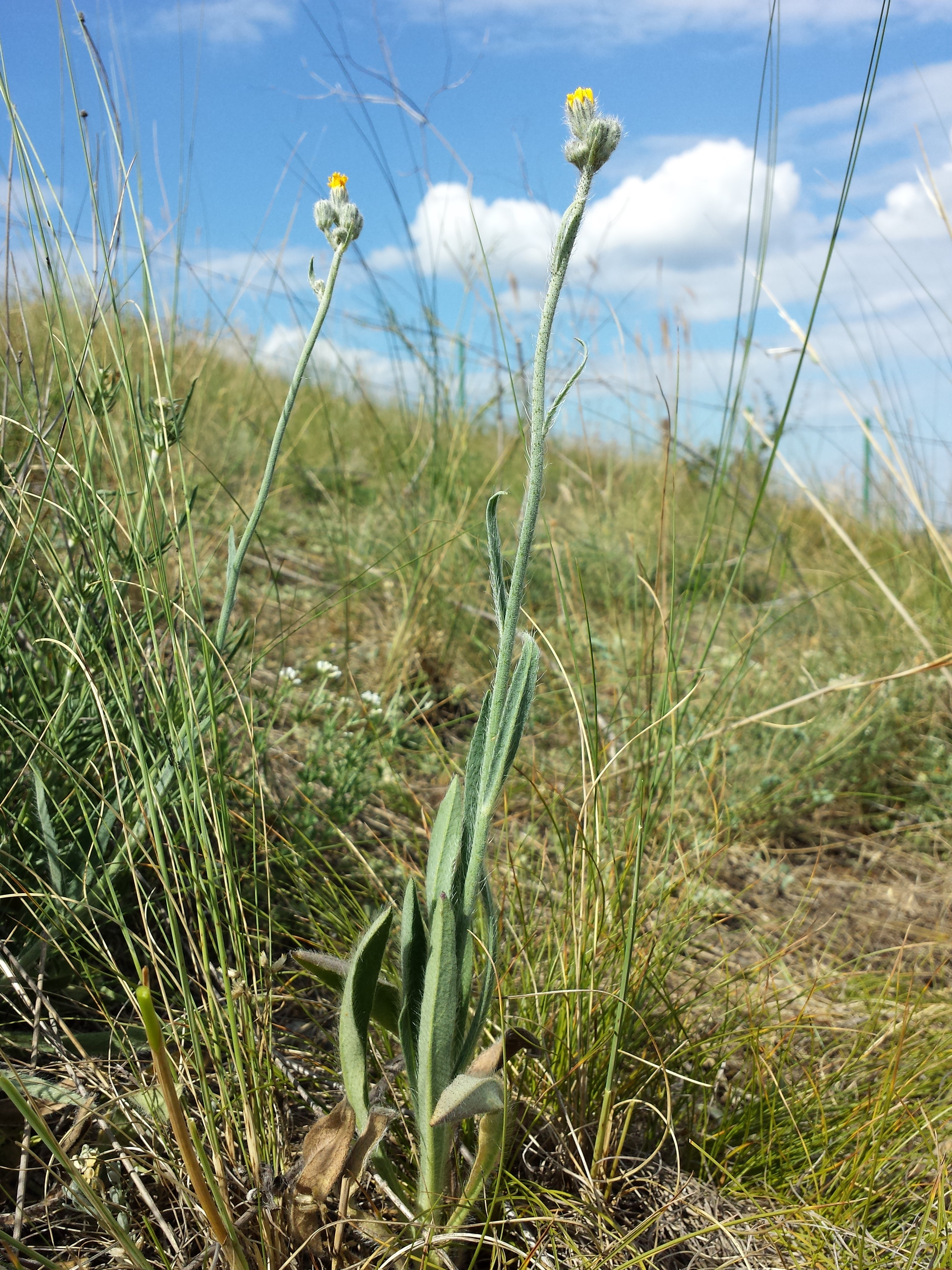
Pokrój

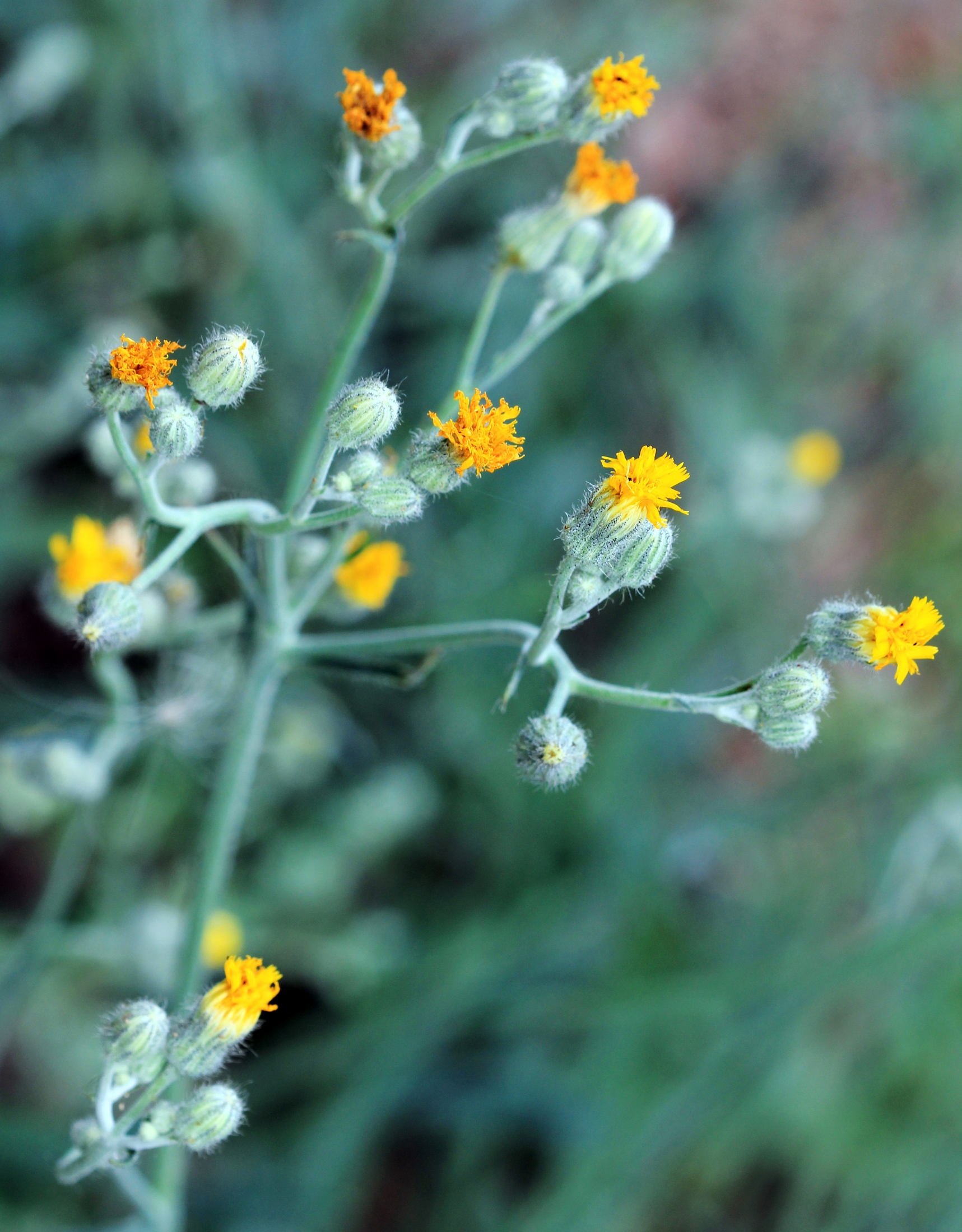
Kwiatostan

ŁodygaDo 90 cm wysokości, pokryta włoskami gwiazdkowatymi oraz prostymi.
LiścieLancetowate, tępe, pokryte włoskami prostymi oraz gwiazdkowatymi. Dolne liście łodygowe dłuższe od międzywęźli.
KwiatyŻółte, skupione w 10–50 koszyczków długości 6–9 mm, te z kolei zebrane w podbaldach. Łuski okrywy koszyczka pokryte włoskami prostymi oraz gwiazdkowatymi.
OwoceNiełupki z 10 żeberkami. Puch kielichowy jednorzędowy, z włoskami o równej długości.

## Biologia i ekologia
Bylina, hemikryptofit. Rośnie na suchych zboczach. Kwitnie w czerwcu i lipcu. Gatunek charakterystyczny muraw kserotermicznych ze związku Festuco-Stipion.

## Ochrona
Gatunek umieszczony na Czerwonej liście roślin i grzybów Polski (2006) w grupie roślin narażonych na wyginięcie (kategoria zagrożenia: V).